# Pravo u 1438.
◄◄ | ◄ | 1435. | 1436. | 1437. | 1438.  | 1439. | 1440. | 1441. | ► | ►►
Arhitektura • Astronomija • Glazba • Knjige • Književnost • Kršćanstvo • Medicina • Pravo • Promet • Slikarstvo • Znanost
Pravo u 1438.

## Hrvatska i u Hrvata

### Događaji
- Plominski statut

## Vanjske poveznice
|  | Zajednički poslužitelj ima još gradiva o temi Pravo |